# 山本恒太
山本 恒太（やまもと こうた、1957年3月1日 - ）は、日本の実業家。青森放送代表取締役社長。

## 略歴
- 1980年4月 青森放送入社[1][2]
- 2000年10月 報道局テレビ報道部長[1][2]
- 2011年6月 報道局長[1][2]
- 2013年6月 役員待遇報道局長[1][2]
- 2014年6月 取締役報道局長[1][2]
- 2017年6月 代表取締役社長[1][2]